# Challenger (film)
Challenger – amerykański telewizyjny film katastroficzny z 1990 roku. Fabułę tego filmu oparto na wydarzeniach związanych z katastrofą amerykańskiego promu kosmicznego Challenger.

## Obsada
- Karen Allen – Christa McAuliffe
- Angela Bassett – Cheryl McNair
- Raye Birk – Joseph Kilminster
- James Monroe Black – Robert Mayfield
- Barry Bostwick – komandor Francis R. (Dick) Scobee
- Peter Boyle – Roger Boisjoly
- Kale Browne – Steven McAuliffe
- Brady Coleman – George Hardy